# الحبيب بن فرح
الحبيب بن الحبيب بن فرح (وُلد في 18 أبريل 1967) دبلوماسي تونسي عُين رئيسًا لمكتب اتصال الجمهورية التونسية لدى دولة فلسطين في 15 يناير 2015، وتقبل الرئيس الفلسطيني محمود عباس أوراق اعتماده في 10 أكتوبر 2015. كان الحبيب بن فرح قائمًا بأعمال السفير التونسي لدى فلسطين في الفترة ما بين عامي 2009 و2015 خلفًا للسفير أحمد الحباسي.